# I. Gusztáv svéd király
Vasa Gusztáv (svédül: Gustav Vasa, született Gustav Eriksson; 1496. május 12. – Stockholm, Svéd Királyság, 1560. szeptember 29.), a Vasa-dinasztia alapítója, előbb Svédország alkirálya 1521 és 1523 között, majd annak királya I. Gusztáv (svédül: Gustav I) néven 1523-tól 1560-as haláláig.
A stockholmi vérfürdőt követően lázadást szervezett II. Zsarnok Keresztély dán király ellen, megdöntötte hatalmát a svéd területek felett, és végleg kivezette országát a kalmari unióból. Uralma alatt a svédek áttértek az evangélikus hitre. A svéd történetírók úgy tekintenek rá, mint a modern Svédország megalapítójára.

## Út a trónra
Gusztáv apja, Erik Johansson (Vasa) maga is részt vett egy II. Keresztély elleni felkelésben, amiért 1520-ban a stockholmi vérfürdőben kivégezték. Anyai ágon a Sture családtól származott.
Gusztáv Uppsalában, ifj. Sten Sture és a linköpingi püspök vezetése alatt végezte tanulmányait. Azután katonai pályára lépett és részt vett a II. Keresztély dán király elleni felkelésben, aki őt azonban 1518-ban, a brännkyrkai csatában elfogatta és kaløi várba záratta. De 1519. szeptember 30-án sikerült Gusztávnak parasztruhában a várból megszökni, majd Lübeckbe menekült, ahol a városi tanács pártját fogta. Ennek segélyével 1520. május 31-én elhajózott a svédországi Kalmarba, hogy hazáját a dán iga alól minél előbb felszabadítsa. Innen Dalarnába utazott, próbálva hadsereget verbuválni Dánia ellen, eleinte kevés sikerrel. 1521-re sikerült egy kisebb sereget gyűjtenie Dalarnában, melynek az élén két év küzdelem után legyőzte a dán seregeket.
1523. június 6-án királlyá választották. Csapatai ostrom alá vették Stockholmot, és június 24-én bevonulhattak a fővárosba.

## Reformáció
Gusztáv arra határozta el magát, hogy a pénzügyi bajok orvoslása és a királyi hatalom emelése céljából behozza a protestantizmust. 1527-ben a Västeråsba egybehívott rendek előtt kijelentette, hogy ha a protestáns hit behozatalát és a katolikus egyház vagyonának elkobzását nem helyeselnék, a trónról lemond. A polgárság és a pórok képviselői a katolikus valláshoz szító főnemesség és papság tiltakozása dacára a protestáns tanok hirdetését megengedték és a katolikus főpapság és a kolostorok vagyonának és birtokainak lefoglalását helyeselték.
Gusztáv menesztette és száműzte a dán-barát érseket, Gustav Trollét, és a maga jelöltjének jóváhagyását kérte a pápától. A pápa ezt megtagadta, és követelte Trolle visszaiktatását. Mind az érseki, mind több püspöki szék körüli viták után Gusztáv 1531-ben úgy döntött, hogy a lutheránus teológus Olaus Petri testvérét, Laurentius Petrit nevezi ki érseknek. Ekkor a Szentszék gyakorlatilag elvesztette fennhatóságát a svéd egyház felett. 1540-41-ben megjelent a teljes Biblia svéd nyelven. (Az Újszövetség fordítását már 1526-ban kiadták.)
1544. január 13-án az újból Västeråsba gyülekezett rendek a királlyal egyetemben nyíltan vallották meg protestáns hitüket. Ez a gyűlés ismerte el továbbá Gusztáv kívánatára, hogy a korona a férfi elsőszülöttségi jog szerint öröklődjön családjában.

## Uralkodás
Gusztáv központosító törekvései, szigora, és a Rómával való szakítása több felkeléshez vezettek. Ezek közül a legnevezetesebb a Nils Dacke féle 1542-es parasztfelkelés. A smålandi parasztokat különösen sújtotta a kereskedelmi embargó Dániával és a központosított állam által kirótt adóteher, így Nils Dacke vezetésével felkelést indítottak a király ellen. A király kénytelen volt belemenni egy fegyverszünetbe, mely alatt Nils Dacke gyakorlatilag Svédország déli részének uralkodójává vált. Rekatolizálta a térséget, és újra beindította a kereskedelmet Dániával. A király 1543 januárjában megszegte a fegyverszünetet. Csapatokat küldött a lázadó területekre, és a királyi propagandával sikeresen maga mellé állította a lakosság egy részét. Dackét elfogták és felnégyelték.
Az 1540-es években Gusztáv halálra ítélte a Petri fivéreket, mert nem szolgáltattak ki lázadásról szóló információkat, amelyekhez gyóntatás során jutottak. Később azonban amnesztiát kaptak.
Gusztáv további uralmát minden tekintetben siker kísérte. Felszabadította a kereskedést a külföld és nevezetesen a Hanza kötelékeiből és nagyban emelte a bányászatot és okszerű erdészetet, a közoktatást is javította, az ország védelmi erejét pedig külföldi hadihajók építése által emelte. Érdemeiért a svéd történetírók a svéd monarchia alapítójának szokták nevezni. Még a finnek is rendkívül megkedvelték, bár az új monarchia megszilárdítása érdekében szükséges adótehert éppen ők érezték a legjobban.
1554 és 1557 között diplomáciai konfliktusok miatt Gusztáv háborúba keveredett Rettegett Ivánnal, de egyik fél sem ért el sikereket a harc során.
1560-ban súlyos bélfertőzés végzett a királlyal. Midőn Gusztáv halálát közelegni érezte, összehívta a rendet Stockholmba és az ő jelenlétükben adta át 1560. június 25-én a királyi jogart Erich utódának; majd szeptember 29-én elhunyt.

## Családja
Háromszor nősült meg: első neje szász-aluenburgi Katalin; második neje leijonhofvudi Margit, akitől 10 gyermeke született. Harmadik neje Stenbock Katalin volt.

## Síremléke
Az uppsalai dómban temették el. Az apszisban lévő síremlék körüli falakon láthatók Johan Gustaf Sandberg freskói a király életéből vett jelenetekkel.

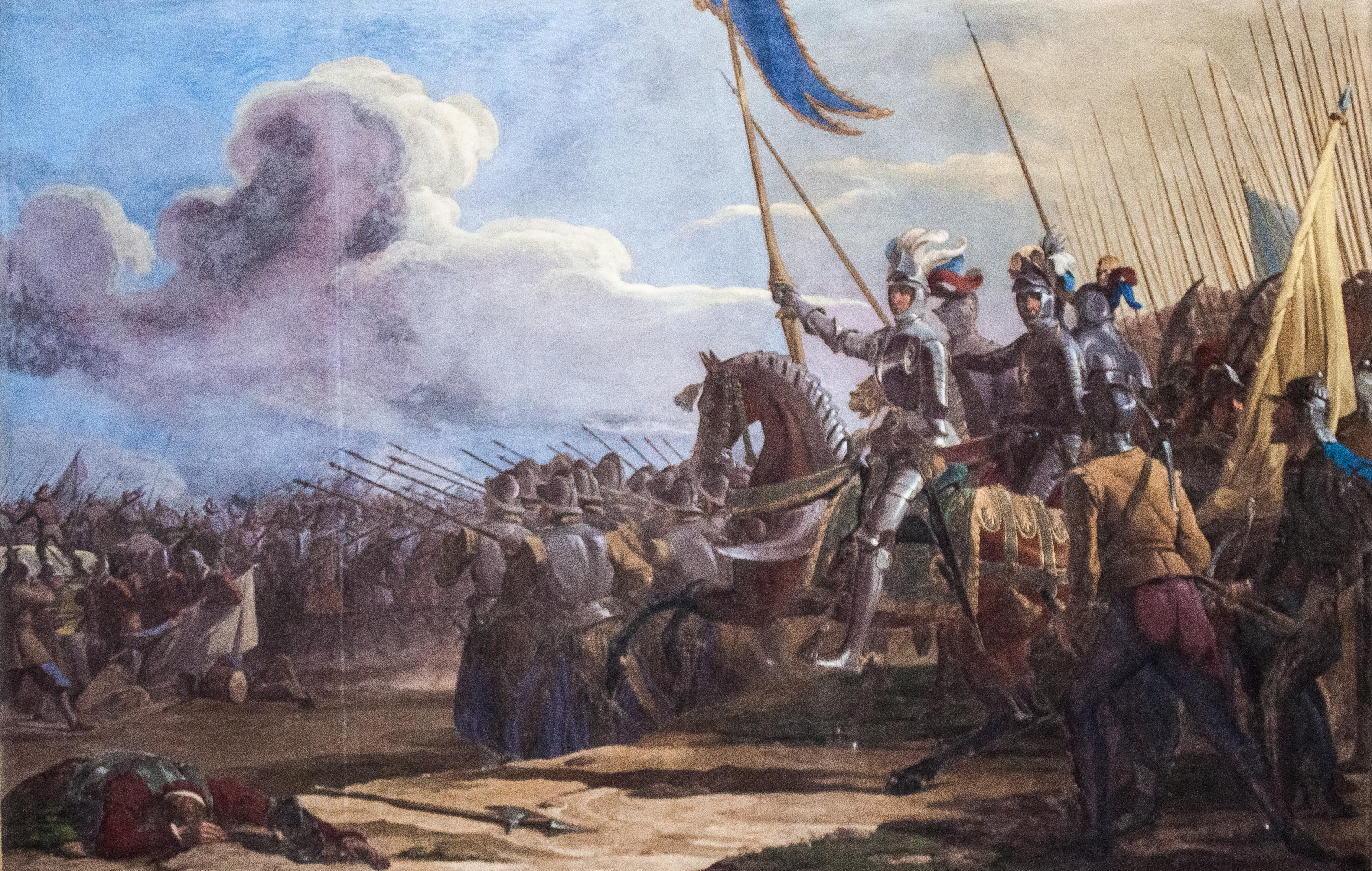
A brännkyrkai csata, 1518
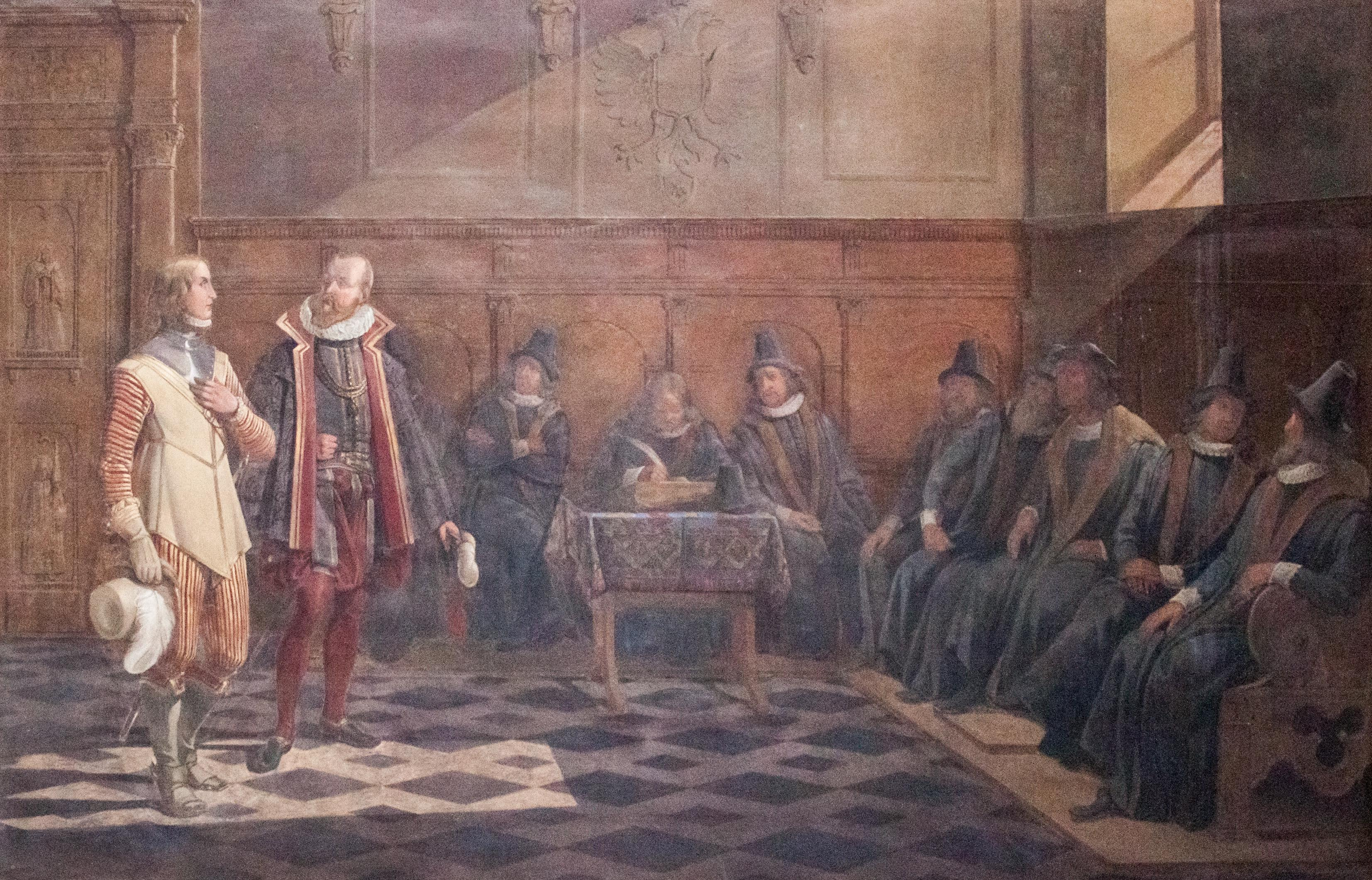
A tanács előtt Lübeckban
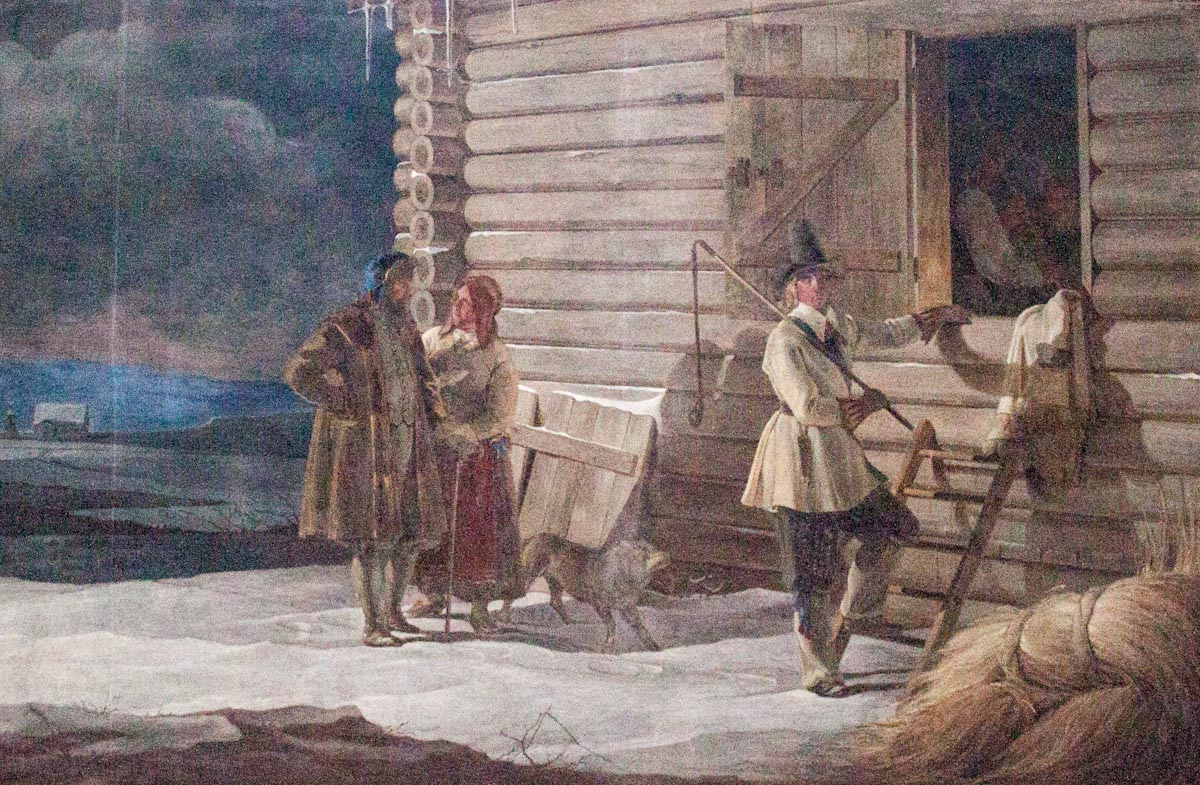
Anders Perssons tanyáján
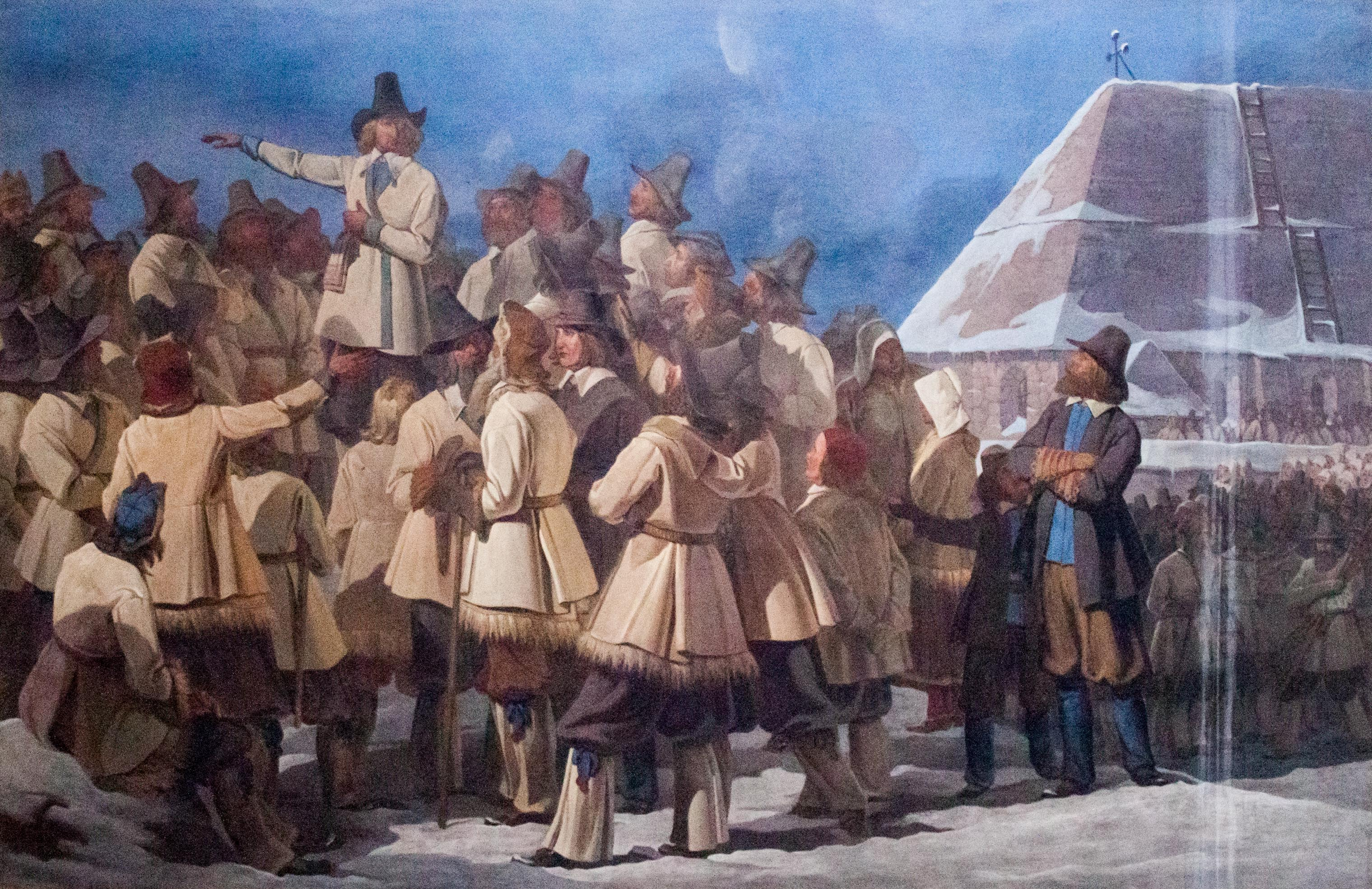
Beszéd a dalaiak előtt
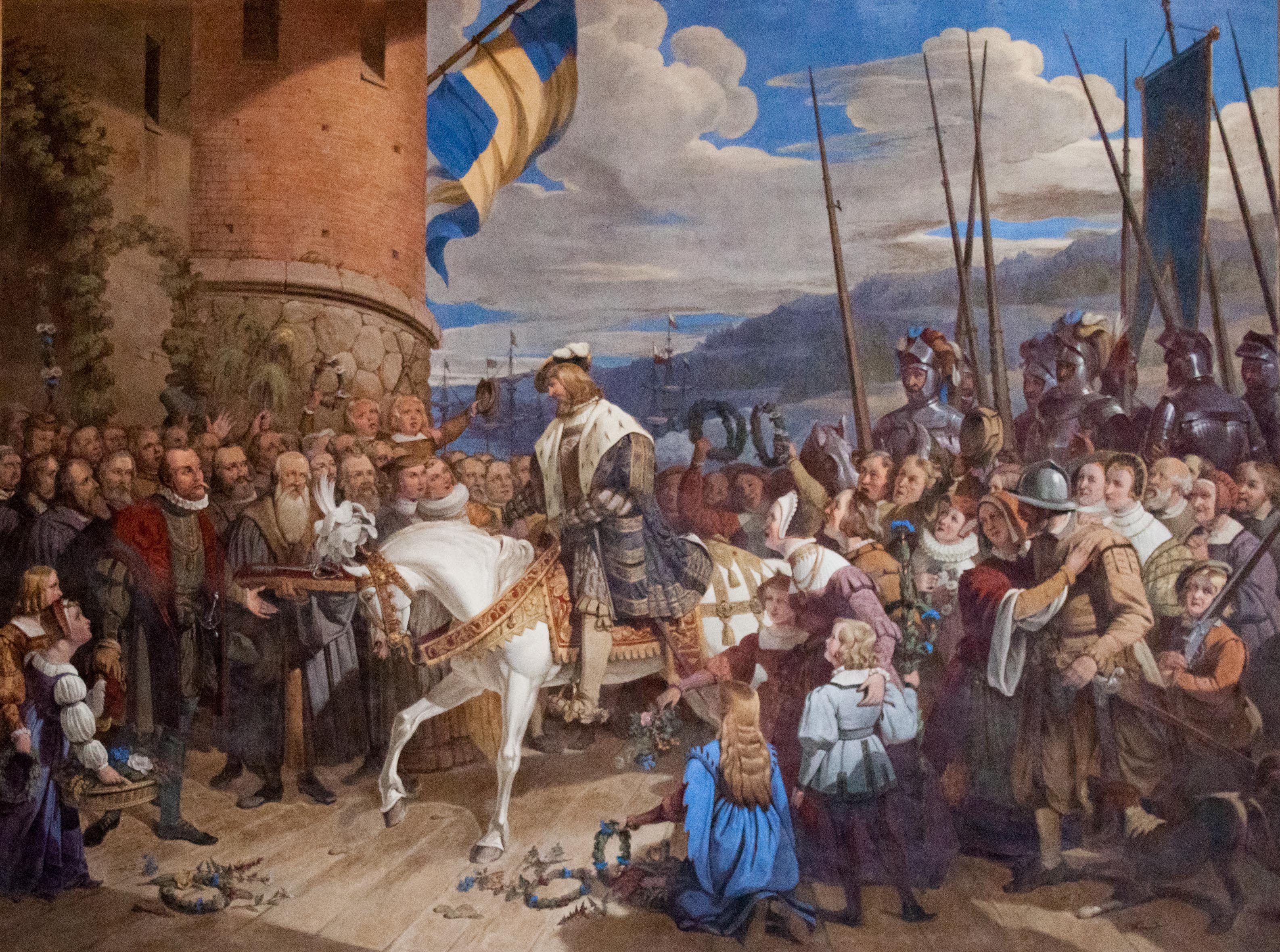
Bevonulás Stockholmba, 1523
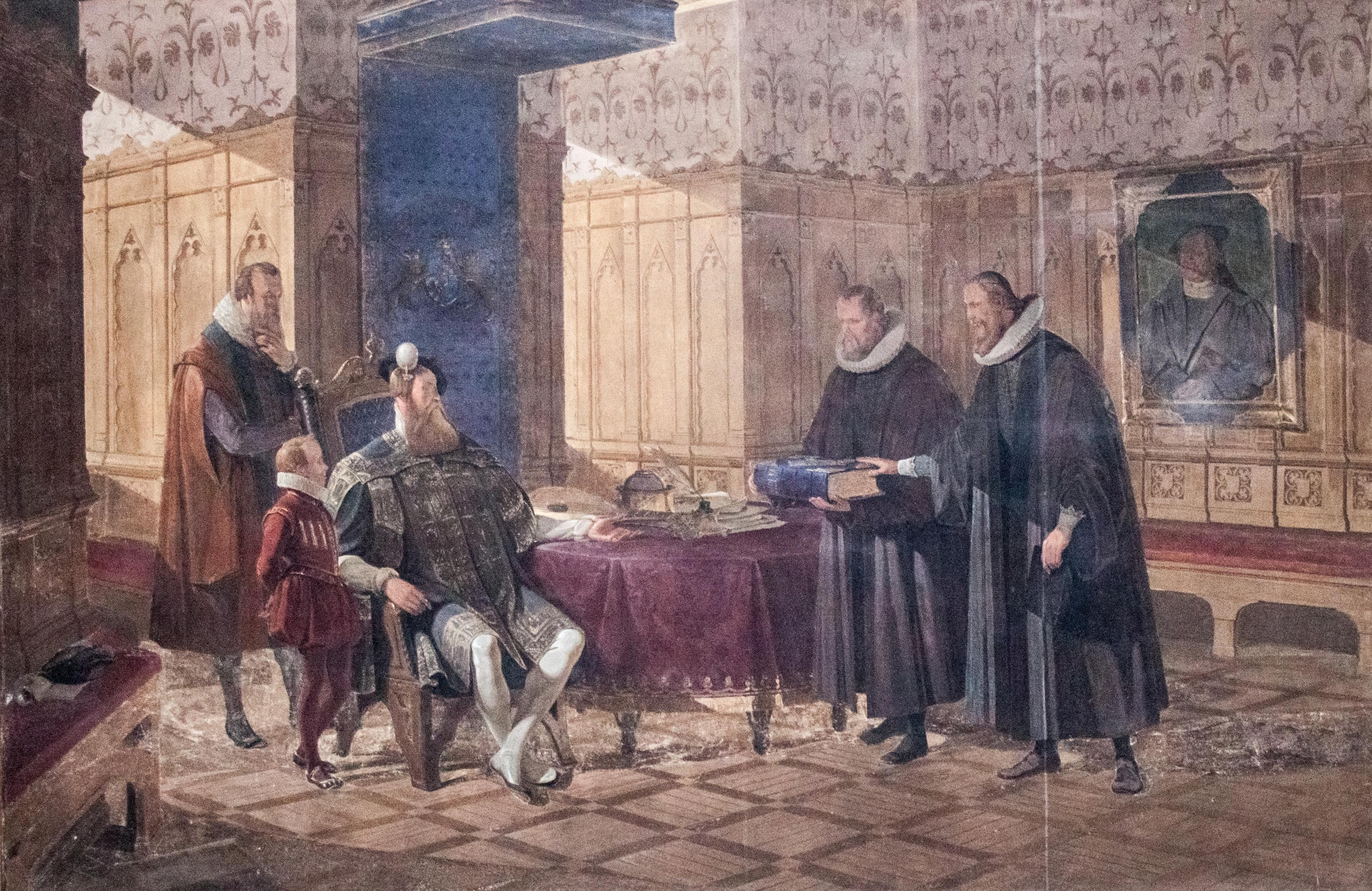
Az első svéd bibliafordítás
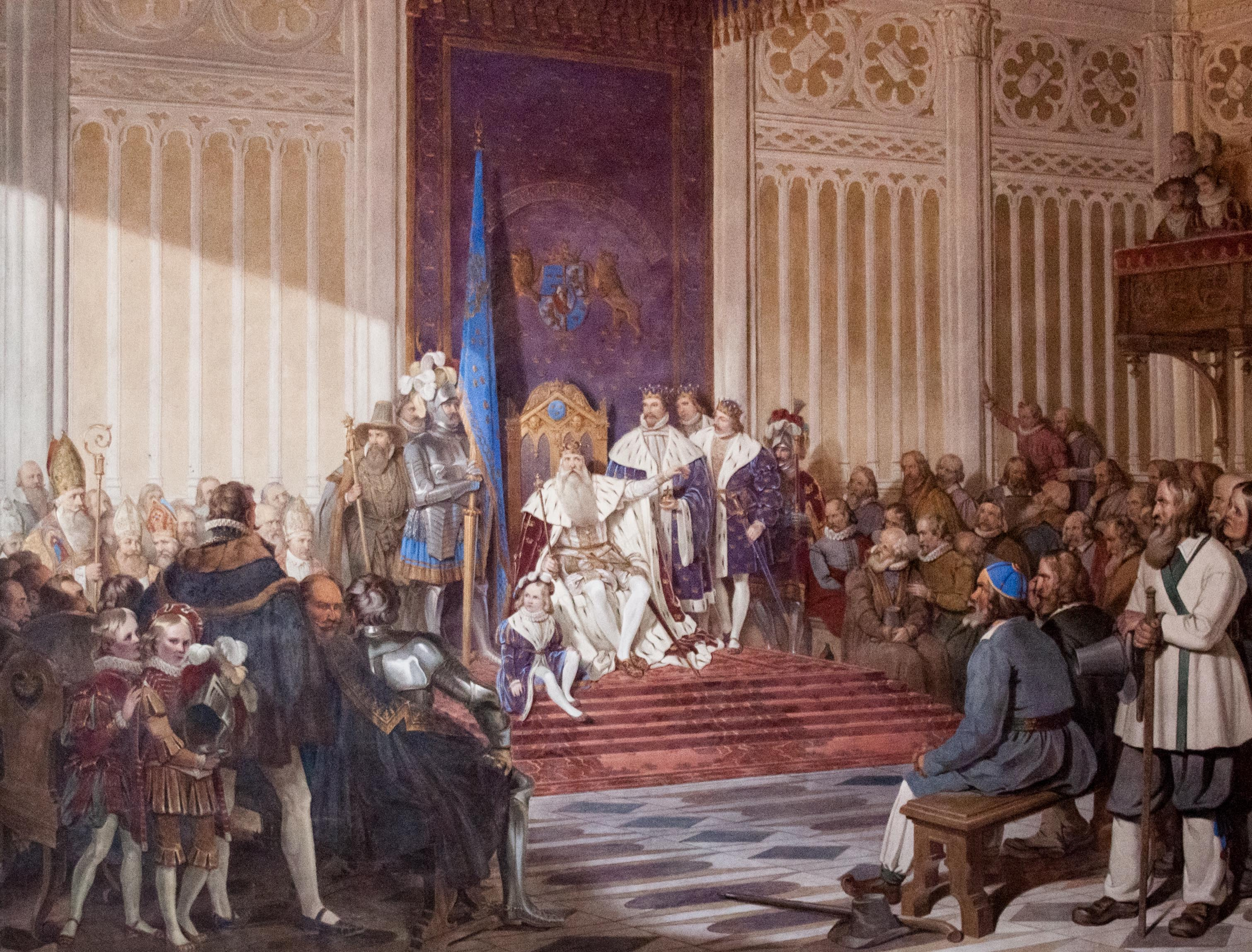
Búcsúbeszéd, 1560